# Station Montendre
Station Montendre is een spoorwegstation in de gemeente Montendre in het Franse departement Charente-Maritime.